# Paraxenisthmus
Paraxenisthmus är ett släkte av fiskar. Paraxenisthmus ingår i familjen Xenisthmidae.
Kladogram enligt Catalogue of Life:
| Paraxenisthmus | \| \| Paraxenisthmus cerberusi \| \| \| \| \| \| Paraxenisthmus springeri \| \| \| \| |
|                | \| \| Paraxenisthmus cerberusi \| \| \| \| \| \| Paraxenisthmus springeri \| \| \| \| |
|                | Allomicrodesmus                                                                       |
|                |                                                                                       |
|                | Rotuma                                                                                |
|                |                                                                                       |
|                | Tyson                                                                                 |
|                |                                                                                       |
|                | Xenisthmus                                                                            |
|                |                                                                                       |
|                | Paraxenisthmus cerberusi                                                              |
|                |                                                                                       |
|                | Paraxenisthmus springeri                                                              |
|                |                                                                                       |

|  | Paraxenisthmus cerberusi |
|  |                          |
|  | Paraxenisthmus springeri |
|  |                          |